# Monophleboides sjostedti
Monophleboides sjostedti är en insektsart som först beskrevs av Robert Newstead 1908.  Monophleboides sjostedti ingår i släktet Monophleboides och familjen pärlsköldlöss.
Artens utbredningsområde är Kenya. Inga underarter finns listade i Catalogue of Life.